# Gustav Otto von Douglas
Le comte Gustav Otto von Douglas, né le 23 février 1687 à Stockholm et mort le 2 février 1771 à Reval, est un officier suédois qui participa à la Grande guerre du Nord et se mit ensuite au service de l'Empire russe.

## Biographie
Gustav Otto von Douglas descend du clan des Douglas écossais. Son grand-père Robert Douglas (1611-1662) a été fait comte par Christine de Suède. Gustav Otto von Douglas est le fils du comte Gustav von Douglas (1648-1705) et de son épouse, née Beata Margareta von Stenbok (1661-1735). Gustav Otto von Douglas se met au service de l'armée royale suédoise dans la garde des trabants de Charles XII et combat à la bataille de Poltava contre les Russes, à la suite de laquelle il est fait prisonnier. Il s'engage en 1717 dans l'armée russe et s'attire la sympathie de Pierre le Grand. Il le nomme gouverneur militaire d'Abo en Finlande. Quelques mois plus tard, il est nommé major-général (1719), puis lieutenant-général (1725). Il participe au siège d'Azov en 1736 et à la campagne de Crimée de 1737, à la suite de quoi il est nommé général-en-chef. Il est décoré de l'ordre de Saint-Alexandre-Nevski en 1734.
Du 11 août 1738 au 22 mars 1740, il est gouverneur de Reval et du gouvernement d'Estland. Il acquiert des terres dont celle d'Alp dans le district de Jerwen. Cependant son étoile décline et l'impératrice Anne l'accuse de complot avec les Suédois à cause d'une certaine correspondance. Le changement de règne le fait échapper à un procès et il garde son rang de général, ainsi que ses domaines d'Estland et de Finlande. Le comte von Münnich le considérait comme un général courageux et un administrateur efficace.

## Famille
Le comte von Douglas épouse en 1715 Hélène von Schlippenbach qui lui donne Robert Wilhelm von Douglas (1724-1778), futur colonel de l'armée impériale russe.